# Begonia chitoensis
Begonia chitoensis là một loài thực vật có hoa trong họ Thu hải đường. Loài này được Tang S.Liu & M.J.Lai mô tả khoa học đầu tiên năm 1977.